# Leonídas Deligeórgis
Leonídas Deligeórgis (grec moderne : Λεωνίδας Δεληγεώργης ; 1839-1928) était un homme politique grec, élu au parlement grec et plusieurs fois ministre.

## Biographie
Leonídas Deligeórgis était le fils de Dimítrios Deligeórgis, combattant de la guerre d'indépendance grecque. Il était le frère du Premier ministre Epaminóndas Deligeórgis.
Il fit ses études de droit à l'université nationale et capodistrienne d'Athènes.
Il fut ministre des Affaires étrangères du gouvernement de Theódoros Deligiánnis en 1890-1892.